# Adolf Winkelmann (medico)
Adolf Ludwig Winkelmann (Salzkotten, 26 marzo 1887 – Amburgo, 1º febbraio 1947) è stato un medico tedesco, SS-Hauptsturmführer impiegato come medico in diversi campi di concentramento nazisti tra cui il campo di concentramento di Ravensbrück.

## Biografia
Winkelmann superò l'esame di stato nel 1913 all'Università di Kiel, e il 26 settembre 1914 ottenne la licenza per esercitare la professione di medico. Lavorò in vari ospedali e fu impiegato come medico nella marina imperiale tedesca durante la prima guerra mondiale. Nel 1918, dopo la guerra, fu membro di un corpo di volontari, prima di stabilirsi a Lippstadt.

### Carriera
Il 1º maggio 1933 entrò a far parte del NSDAP, iscrizione n° 3 101 530, e il 18 giugno 1933 si unì alle Schutzstaffel, SS n° 109 112. Winkelmann fu promosso SS-Unterscharführer il 15 settembre 1935, SS-Oberscharführer il 9 novembre 1936 e Hauptsturmführer il 30 gennaio 1939. Dal gennaio all'ottobre 1940 fu impiegato come medico di reggimento con il grado di SS-Hauptsturmführer nell'8º reggimento Waffen SS a Cracovia.
Fino al 1º dicembre 1944 lavorò come ufficiale medico a Częstochowa. Dopo brevi incarichi nei campi di concentramento di Gross-Rosen e Sachsenhausen, alla fine del febbraio 1945 fu trasferito nel campo di concentramento di Ravensbrück.

## A Ravensbrück
Winkelmann ammise di aver selezionato insieme al dottor Richard Trommer i prigionieri impossibilitati a lavorare.
Fu presente solo poche volte. A ciò si contrapposero le dichiarazioni di tutti i testimoni che all'unanimità confermarono la sua partecipazione alle selezioni nel campo. Durante il suo servizio a Ravensbrück, insieme a Trommer "selezionarono da 1.500 a 2.000 prigionieri". Winkelmann descrisse queste selezioni in tribunale:
Winkelmann sostenne di non sapere che la selezione poteva significare la morte per i prigionieri, né che ci fosse una camera a gas nel campo. Agì solo su ordine di Trommer, riferendogli che fosse una scelta per evacuare il campo, fino ad allora non si era mai sentito parlare di gasazioni in Germania e aveva saputo solo del caso di Auschwitz-Birkenau. Dato che Percival Treite e Franz Lucas furono direttamente impegnati nella selezione per la camera a gas di Ravensbrück, Winkelmann fu ritenuto il terzo medico responsabile dell'area. Per scagionarlo, una testimone riferì che Winkelmann le rifiutò l'aborto perché avrebbe violato la sua etica medica. Secondo le sue stesse informazioni, non vide maltrattamenti di prigionieri nella zona.
Winkelmann morì il 1º febbraio 1947 per le conseguenze di un attacco di cuore, durante il primo dei sette processi di Ravensbrück ad Amburgo. Nonostante alcuni dubbi, il tribunale lo dichiarò colpevole anche se non fu emessa alcuna condanna a morte.